# Grass River (Nelson River)
Der Grass River ist ein etwa 500 km langer linker Nebenfluss des Nelson River in der kanadischen Provinz Manitoba.

## Verlauf
Der Grass River hat seinen Ursprung im Seensystem der Cranberry Lakes unweit der Grenze zu Saskatchewan. Er verlässt den Third Cranberry Lake an dessen östlichem Seeende. Der Grass River fließt in überwiegend ostnordöstlicher Richtung durch die Seenlandschaft des Kanadischen Schildes. Es liegen zahlreiche Seen und Flussverbreiterungen entlang dem Flusslauf, darunter: Elbow Lake, Iskwasum Lake, Loucks Lake, Flag Lake, Reed Lake, Wekusko Lake, Setting Lake, Paint Lake, Natawahunan Lake, Bald Eagle Lake, Teal Lake und Witchal Lake. Dazwischen überwindet der Fluss mehrere Stromschnellen und Wasserfälle. Am Oberlauf, beim Reed Lake, befindet sich der Grass River Provincial Park. Oberhalb des Wekusko Lake befinden sich die Wekusko Falls (⊙) im Wekusko Falls Provincial Park. Die Manitoba Provincial Road 392 führt an dieser Stelle über den Fluss zum 10 km weiter nördlich gelegenen Ort Snow Lake. Unterhalb des Setting Lake befindet sich am Flusslauf der Sasagiu Rapids Provincial Park mit den Stromschnellen Sasagiu Rapids (⊙). Hier kreuzt der Manitoba Highway 6 den Grass River. 7,5 km flussabwärts befinden sich die Pisew Falls (⊙) im Pisew Falls Provincial Park. Weitere 12 km flussabwärts überwindet der Grass River die Kwasitchewan Falls (⊙). 20 km südlich der Stadt Thompson liegt im Paint Lake Provincial Park der Paint Lake am Flusslauf. Der Grass River mündet schließlich unterhalb des Wasserkraftwerks Kelsey in den Nelson River. 

## Hydrologie
Das Einzugsgebiet des Grass River umfasst etwa 15.900 km². Der mittlere Abfluss am Pegel oberhalb Standing Stone Falls, 62 km oberhalb der Mündung, beträgt 64,9 m³/s. Die höchsten monatlichen Abflüsse treten gewöhnlich im Juli auf.

## Flussfauna
Im Flusssystem des Grass River kommen neben weiteren folgende Fischarten vor: Hecht, Glasaugenbarsch, Amerikanischer Seesaibling, Heringsmaräne und Amerikanischer Flussbarsch.